# Archont (gnostiek)
Archonten zijn in de gnostiek de bestuurders van het aardse noodlot. Hun doel is de menselijke ziel gevangen te houden tijdens haar aardse verblijf. Zij worden in de gnostische literatuur vaak voorgesteld  als de dienaren van de scheppergod, de demiurg. Zij worden ook wel aangeduid als de wereldheersers, zoals in onder meer het Wezen van de Wereldheersers. Hoewel er nogal wat variaties zijn in de gnostische literatuur is hun aantal meestal zeven.  

## Achtergrond
In de gnostiek is pleroma de benaming voor de volheid, de structuur en  verblijfplaats van de goddelijke wereld. In de meeste teksten  is er sprake van een Vader, een Moeder en een Zoon. De Vader ziet zich weerspiegeld in het lichtwater dat hem omgeeft en realiseert zich dat hij zichzelf ziet. Die gedachte verzelfstandigt zich en dat creëert de Moeder, vaak aangeduid als de Eerste Gedachte of ook wel Barbelo. Zij ontvangt een lichtvonk van de vader en produceert een Licht, de Zoon. 
In alle gnostische teksten over het pleroma verschijnen dan eonen.  Het zijn goddelijke krachten van een lagere orde. In vrijwel alle teksten hebben de eonen een vorm van een ruimtelijk aspect. Het kunnen entiteiten zijn, die de bewustzijnsniveaus beheersen die er tussen hemel en aarde zijn. Over het algemeen is er sprake van een hiërarchische structuur van eonen. 
De schepping is het resultaat van een breuk binnen het pleroma. Het laagste eon,  meestal Sophia, ook wel Pistis Sophia, wil uit zichzelf iets voortbrengen zonder de wetenschap van haar paargenoot en de Vader. Dat heeft een misgeboorte tot gevolg. Die wordt door Sophia buiten het pleroma gestoten. Het is de demiurg, ook wel Jaldabaoth genaamd. In de gnostiek wordt die vereenzelvigd met JHWH, de Hebreeuwse God van het Oude Testament. Hij heeft veel kracht aan zijn moeder onttrokken en dat stelt hem in staat de wereld en de mens te scheppen.

## Planeetmachten
In de meest uitgebreide beschrijving binnen de gnostiek, het Apocryphon van Johannes, creëert Jaldabaoth ook twaalf machten. Dat zijn de tekens van de dierenriem die op hun beurt weer zeven machten maken; de zeven planeten.  In de Oudheid werden daartoe ook de zon en maan gerekend. In de late oudheid werden de eerste zeven hemelsferen gekoppeld aan  de planeten. De achtste was die van de sterren als voorportaal van de goddelijke wereld en de negende is de goddelijke wereld of God zelf. 
In de gnostiek werden de eerste zeven hemelsferen bezet door de archonten. Zij worden dan ook wel met het begrip planeetmachten aangeduid. Zij trachtten de opstijging van de ziel naar het goddelijk niveau door hun hemelsferen te belemmeren door die onder meer een aantal vragen te stellen. In een aantal gnostische geschriften, zoals onder meer de Eerste openbaring van Jacobus en het Evangelie van Maria Magdalena geeft Jezus of een andere gestalte van een verlosser vooraf de juiste antwoorden aan de ziel.  
De zeven planeetmachten/archonten creëren ook elk een onderdeel van het psychische –  nog niet bezielde – lichaam van Adam. In veel literatuur van het sethianisme – een van de gnostische stromingen – wordt Eva door de archonten verkracht waaruit Kaïn en Abel voortkomen.
In de gnostiek hebben hemelse wezens vaak een androgyn karakter. Dat gold ook voor de archonten. Zij hadden dan ook een vrouwelijke paargenoot. Het onderstaande schema is gebaseerd op de beschrijving in  het  Apocryphon van Johannes.
| Planeetmacht/Archont          | Uiterlijk       | Paargenoot     | Lichaamsdeel |
| ----------------------------- | --------------- | -------------- | ------------ |
| Athoth (Maan)                 | schaap          | Goedheid       | bot          |
| Elaiou/Eloaio (Mercurius)     | ezel            | Voorzienigheid | zenuwen      |
| Astaphaios/Astraphaio (Venus) | hyena           | Goddelijkheid  | vlees        |
| Iao (Zon)                     | 7 koppige slang | Heerschappij   | merg         |
| Sabaoth/ Sanbaoth (Mars)      | slang           | Koningschap    | bloed        |
| Adonin/Adonein (Jupiter)      | aap             | Jaloezie       | huid         |
| Sabbade/Sabateon (Saturnus)   | stralend vuur   | Wijsheid       | haar         |

Vier van de namen zijn ontleend aan de namen van God in de Hebreeuwse Bijbel.  Jao (JHWH),  Elaiou (Elohim), Sabaoth (Sabaoth, Heer der Machten) en Adonin (Adonai). Sabbade heeft niet het uiterlijk van de kop van een dier maar van een stralend vuur. In de Griekse astrologie werd Saturnus benoemd als de Stralende. 